# پیتر مولر
پیتر مولر (هلندی: Peter Møller؛ زادهٔ ۲۳ مارس ۱۹۷۲) یک بازیکن فوتبال اهل دانمارک است.

## باشگاهی
از باشگاه‌هایی که در آن بازی کرده‌است می‌توان به پی‌اس‌وی آیندهوون، زوریخ، باشگاه فوتبال فولام، و باشگاه فوتبال کپنهاگن اشاره کرد.

## تیم ملی
وی همچنین در تیم ملی فوتبال دانمارک بازی کرده است.